# Ruperta (Elefant)
Ruperta (* um 1970; † 12. Juni 2018 in Caricuao) ist der Name eines weiblichen Afrikanischen Elefanten im Zoologischen Garten Caricuao von Caracas. Sie kam im Alter von sieben Jahren bei der Eröffnung des Zoos im Jahr 1977 nach Caracas. Im Jahr 2017 war sie das letzte Individuum des Afrikanischen Elefanten in Venezuela.
Berühmtheit erlangte Ruperta im März 2017, als international in Medien über ihr Untergewicht während der Versorgungskrise in Venezuela berichtet wurde. Staatspräsident Maduro reagierte darauf und behauptete während seiner regelmäßigen Propagandasendungen, die Opposition würde Fehlinformationen über „unsere geliebte Ruperta“ verbreiten: „Sie nutzen das Mitgefühl der Bevölkerung aus und demoralisieren unsere Kinder.“ Maduro beschrieb den Elefanten in seiner abgemagerten Erscheinung als „alt und krank“. Maduro wurde entsprechend vorgeworfen, sich in seiner politischen Sendung mit dem Befinden der Elefantendame zu befassen, aber nicht über den international Aufsehen erregenden „Staatsstreich von oben“ zu sprechen, der sich kurz vorher ereignet hatte.
Ein Experte erklärte, es handle sich bei der 46-jährigen Ruperta keineswegs um ein altes Tier. Bei Rupertas Tod ein Jahr später behauptete die venezolanische Regierung, es habe sich um ein überdurchschnittlich altes Tier gehandelt und ihr Tod hänge nicht mit der schlechten Versorgungslage zusammen.